# Paraliales
Paraliales, red alga kremenjašica smješten u vlastiti podrazred Paraliophycidae, dio razreda Coscinodiscophyceae. Sastoji se od dvije porodice s ukupno 33 vrste

## Porodice
1. Paraliaceae R.M.Crawford in F.E. Round, R.M. Crawford & D.G. Mann 1990
2. Radialiplicataceae Gleser & Moisseeva

## Drugi projekti
|  | Zajednički poslužitelj ima još gradiva o temi Paraliales |
|  | Wikivrste imaju podatke o taksonu Paraliales             |